# Pentax ME Super
La Pentax ME Super era una fotocamera reflex monobiettivo (SLR) per il formato 35 mm prodotta da Asahi Pentax in Giappone tra il 1979 e il 1987, che ebbe un grande successo commerciale e vinse molti premi di settore.
La fotocamera, derivata dal modello Pentax ME, faceva parte della serie M Pentax, che include la Pentax MX, la Pentax MV ( e successiva evoluzione MV1), la ME F, primo esempio di reflex autofocus prodotta in serie, fino alla Pentax MG, ultimo modello che conclude la serie.
Il corpo macchina era estremamente compatto e leggero, caratteristica distintiva della serie M, e disponeva di un otturatore elettronico a tendine metalliche a scorrimento verticale Seiko MFC-2, con tempi da 14 secondi a 1/2000 di secondo e sincro flash a 1/125 di secondo (nella ME erano disponibili tempi da 8 secondi a 1/1000 e syncro flash 1/100, otturatore Seiko MFC). 
L'esposimetro, con una coppia di cellule al fosfoarseniuro di gallio (GPD) alloggiate nel pentaprisma e sensibilità da 1 a 19 EV, eseguiva la misura TTL a tutta apertura media compensata al centro ed era in grado di comandare direttamente l'otturatore (automatismo a priorità dei diaframmi); alternativamente si poteva impostare manualmente il tempo di esposizione mediante due pulsanti posti sulla calotta superiore che rimpiazzavano la ghiera comunemente usata fino ad allora (funzione non disponibile sulla precedente ME in quanto priva della funzione manuale). In questo caso la gamma dei tempi andava da 1/2000 a 4 s
La fotocamera aveva un mirino che copriva il 92% del campo inquadrato, con un ingrandimento di 0,95x. Lo schermo di messa a fuoco, fisso, aveva telemetro a immagine spezzata orizzontale e corona di microprismi. Una striscia di LED indicava il tempo scelto dalla macchina in automatismo o impostato in manuale, in questo caso veniva visualizzato anche il tempo corrispondente alla corretta esposizione. Inoltre esistevano avvisi per la sovra o sotto esposizione in automatismo, per l'inserimento del compensatore di esposizione e la spia di flash carico con unità dedicate. Nel mirino non era invece visualizzato il diaframma, così come non si poteva conoscere il tempo impostato guardando la macchina dall'esterno.
L'alimentazione elettrica era fornita da una coppia di pile da 1,5 volt tipo LR44 o equivalenti, senza le quali il funzionamento si riduceva al solo tempo meccanico di 1/125 di secondo su posizione sincro flash e, su posizione auto, scattava ad una velocità prossima ad un millesimo circa (di tale notizia non se ne fa menzione ufficialmente).
I comandi erano disposti, secondo l'uso comune, principalmente sulla calotta della fotocamera, e comprendevano la leva di carica a movimento singolo, il contapose additivo, il pulsante di scatto (a metà corsa accendeva l'esposimetro) circondato da una ghiera a 5 posizioni (spento, automatismo, manuale, sincro flash, posa B), la ghiera per l'impostazione della sensibilità (12 - 1600 ASA) e la compensazione di esposizione e il manettino di riavvolgimento e apertura dorso a questa coassiale.
Sul frontale era posto il comando dell'autoscatto meccanico impostabile tra 4 e 10 secondi. Il collegamento al flash (solo elettronico) era possibile sia con presa PC che con slitta a contatto caldo, dotata di contatto supplementare per lampeggiatori dedicati, con i quali si aveva l'impostazione automatica del tempo di sincronismo e la visualizzazione del flash carico nel mirino.
Sul dorso era presente una taschina plastica in cui inserire un lembo della confezione della pellicola, a scopo di promemoria.
L'avanzamento pellicola poteva essere automatizzato mediante il Winder ME da 1,5 fotogrammi/secondo e successivamente il Winder ME2, da 2 fotogrammi/secondo. Il dorso poteva essere sostituito con il Dial Data ME Databack o con il Digital Data M Databack. Come in altre macchine della stessa serie, una finestrella vicino alla leva di carica indicava il movimento della pellicola sia in avanzamento che in riavvolgimento, permettendo di fermarsi prima di far rientrare la coda della pellicola nel caricatore.
L'innesto ottiche era la baionetta K, e per i corpi della serie M, coerentemente con la filosofia della riduzione delle dimensioni e del peso, furono sviluppati gli SMC Pentax-M, obiettivi particolarmente compatti.
La macchina era disponibile con finiture nere o (più comunemente) cromate per il coperchio e il fondello, che erano metallici così come la fusione del corpo centrale, sempre rivestito in finta pelle nera.
Con sole finiture cromate fu prodotta l'edizione speciale denominata ME Super Se, che differiva dalla standard per avere il telemetro diagonale anziché orizzontale.